# Тепловий захист устаткування
Теплови́й за́хист устаткува́ння (англ. thermal protection) — засіб або система засобів забезпечення нормального температурного режиму в установках та апаратах, що працюють в умовах надходження до поверхні значних теплових потоків.
Тепловий захист устаткування набув поширення в авіаційній та ракетній техніці для захисту літальних та космічних апаратів від аеродинамічного нагрівання при русі у щільних шарах атмосфери, для захисту від перегрівання камер згоряння та сопел повітряно-реактивних і ракетних двигунів, у ядерній енергетиці для захисту зовнішніх елементів реактора.
Усі методи теплового захисту можна розділити на активні та пасивні.

## Активні методи захисту

Лопатка газової турбіни з отворами для загороджувального охолодження

В активних методах газоподібний або рідкий теплоносій (холодоносій, холодоагент) подається до поверхні, що підлягає захисту й забирає на себе основну частину тепла, яке надходить до неї.
Залежно від способу подавання холодоносія до поверхні, що підлягає охолодженню, розрізняють декілька типів активного теплового захисту:
- конвективне (регенеративне) охолодження — холодоносій пропускається через вузький канал («сорочку») вздовж внутрішнього (відносно теплового потоку, що надходить) боку поверхні. Цей спосіб теплозахисту застосовується у стаціонарних енергетичних установках, а також в камерах згоряння та соплах рідинних ракетних двигунів;
- загороджувальне охолодження — газоподібний холодоносій подається через щілину у поверхні, що охолоджується на зовнішній, «гарячий» бік, загороджуючи її від впливу високотемпературного зовнішнього середовища. Загороджувальний ефект струменя холодоагента зменшується по мірі його перемішування з гарячим газом. Тому для теплового захисту великих поверхонь користуються системою послідовно розташованих щілин. Цей метод застосовується в авіації для теплового захисту камер згоряння й сопел повітряно-реактивних двигунів, причому як холодоагент використовують забортне повітря;
- плівкове охолодження є аналогічним до загороджувального, але через щілину поверхні, що захищається подається рідкий холодоносій, який утворює на цій поверхні захисну плівку. По мірі розтікання вздовж поверхні рідка плівка випаровується й розбризкується. Поглинання тепла, що підводиться до поверхні при даному способі теплового захисту відбувається за рахунок нагрівання й випаровування плівки рідкого холодоагента, а також подальшого нагрівання його пари. Використовується для захисту камер згоряння та сопел рідинно-реактивних двигунів;
- пористе охолодження — газоподібний або рідкий холодоносій подається через саму поверхню, яка охолоджується, для чого останню роблять пористою або перфорованою. Цей метод використовується при значних теплових потоках до поверхні, коли згадані вище методи теплового захисту виявляються неспроможними.

## Пасивні методи захисту

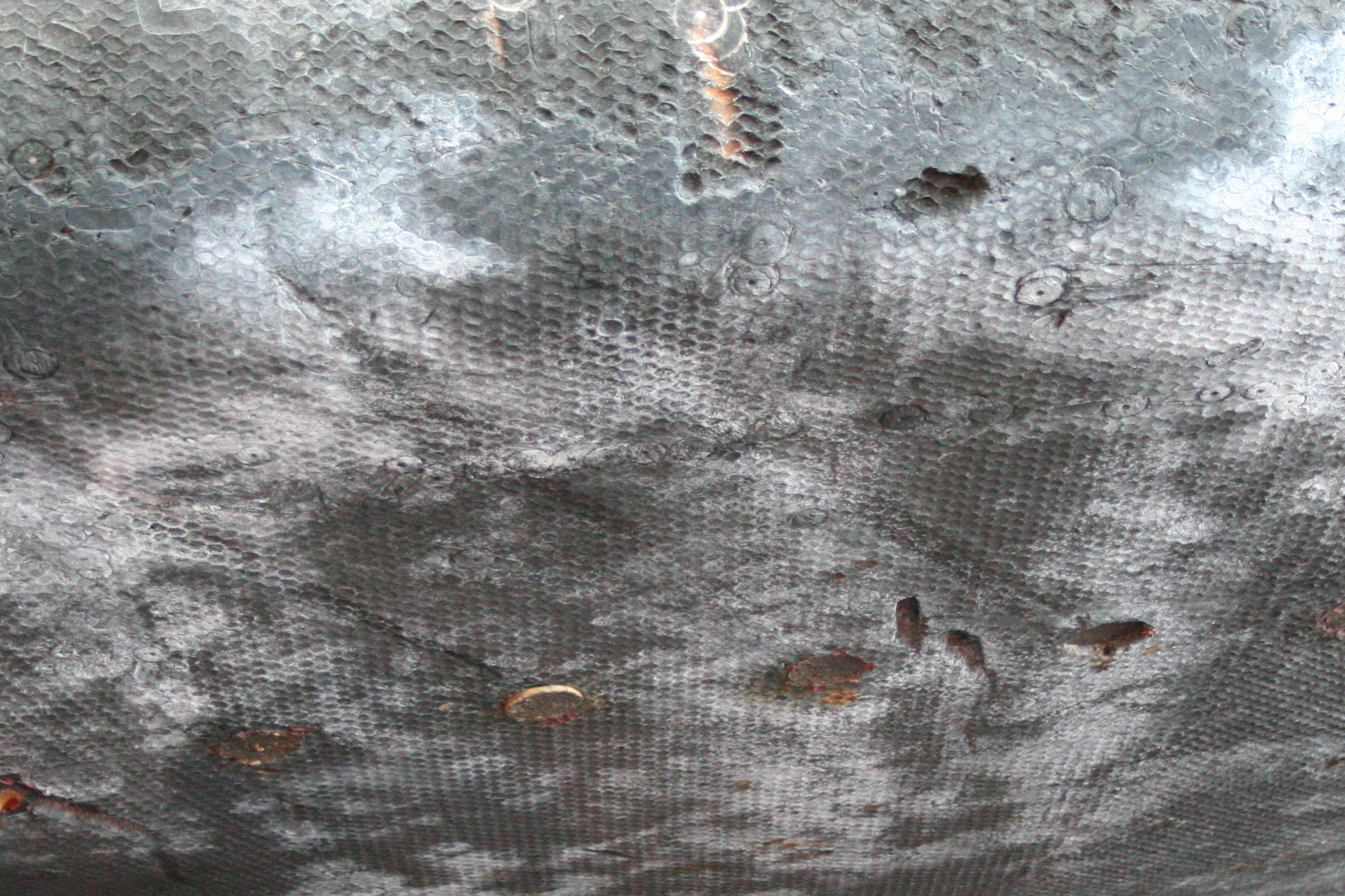
Тепловий абляційний захист капсули командного модуля Аполлон-12 після повернення.

У пасивних методах теплового захисту вплив теплового потоку сприймається за допомогою спеціально сконструйованої зовнішньої оболонки або за допомогою спеціальних покрить, що наносяться на основну конструкцію. Залежно від способу «сприйняття» теплового потоку розрізняється декілька варіантів пасивних методів теплового захисту:
- у теплопоглинальних конструкціях (теплових акумуляторах) тепло, що надходить до поверхні поглинається досить товстою оболонкою. Ефективність методу залежить від величини питомої теплоємності матеріалу теплопоглинальної конструкції (найефективнішим вважається берилій);
- «радіаційний» тепловий захист ґрунтується на застосуванні як зовнішньої оболонки матеріалу, що зберігає за високих температур достатню механічну міцність. У цьому випадку майже весь тепловий потік, що надходить до поверхні такого матеріалу, перевипромінюється у навколишній простір. Тепловідведення всередину конструкції, що захищається є мінімальним за рахунок розміщення між зовнішньою високотемпературною оболонкою і основною конструкцією шару з легкого теплоізоляційного матеріалу. Даний спосіб може використовуватися лише для теплового захисту зовнішніх поверхонь апаратів, коли випромінювання від нагрітої поверхні має вільний вихід у зовнішній простір;
- абляційний тепловий захист або тепловий захист за допомогою руйнівних покрить використовують для теплового захисту вузлів і деталей, покриваючи теплонапружені поверхні матеріалами, на нагрівання, плавлення та сублімацію яких витрачається значна кількість тепла. Згідно з цим методом конструкція, яка підлягає захисту покривається шаром спеціального матеріалу, частина якого під дією теплового потоку може руйнуватися в результаті процесів плавлення, випаровування, сублімації та хімічних реакцій. При цьому основна частина тепла йде на реалізацію цих фізико-хімічних перетворень. Крім цього має місце додатковий загороджувальний ефект за рахунок вдування у зовнішнє середовище порівняно холодних газоподібних продуктів руйнування теплозахисного матеріалу. Метод використовується для захисту від аеродинамічного нагрівання головних частин балістичних ракет і космічних апаратів, що входять з великою швидкістю в щільні шари атмосфери, а також для захисту камери згоряння і сопел ракетних двигунів, особливо твердо- та рідкопаливних двигунів, де використання інших методів теплового захисту утруднене. Цей метод характеризується підвищеною надійністю порівняно з активними методами теплозахисту.